# L'Amour poursuite
Pour plus de détails, voir Fiche technique et Distribution.
L'Amour poursuite (titre original : Love at Large) est un film américain réalisé par Alan Rudolph et sorti en 1990.

## Synopsis
Harry Dobbs, détective privé à Portland, est engagé par la superbe Miss Dolan pour suivre son amant, Rick, un dangereux gangster qu'elle soupçonne de vouloir la tuer. Mais la description qu'elle en donne est approximative et Harry se trompe de personne. Il suit Frederick King, un paisible homme d'affaires qui mène en réalité une double vie.

## Fiche technique
- Titre français : L'Amour poursuite
- Titre original : Love at Large
- Réalisation et scénario : Alan Rudolph
- Société de production : David Blocker Productions
- Société de distribution : Orion Pictures (USA), Columbia TriStar Films (France), J. Arthur Rank Film Distributors (Royaume-Uni)
- Genre : Comédie dramatique, Film policier
- Durée : 97 minutes
- Dates de sortie : 
  - États-Unis : 27 janvier 1990
  - France :  22 août 1990

## Distribution
- Tom Berenger (VF : Jean Barney) : Harry Dobbs
- Elizabeth Perkins (VF : Pauline Larrieu) : Stella Wynkowski
- Anne Archer (VF : Martine Messager) : Miss Dolan
- Kate Capshaw (VF : Dominique Chauby) : Mrs. Ellen McGraw
- Annette O'Toole (VF : Anne Jolivet) : Mrs. King
- Ted Levine (VF : Hervé Jolly) : Frederick King / James McGraw
- Ann Magnuson (VF : Marie-Laure Beneston) : Doris
- Kevin J. O'Connor : Art the Farmhand
- Ruby Dee (VF : Paule Emanuele) : Corrine Dart
- Barry Miller : Marty
- Neil Young : Rick